# Căsătorii între persoane de același sex în China
Căsătoriile între persoane de același sex nu sunt legale nici în Republica Populară Chineză, nici în Taiwan.

## Republica Populară Chineză
În 2003, parlamentul Republicii Populare Chineze a propus legislație pentru legalizarea căsătoriilor între persoane de același sex. Propunerea nu a obținut cele 30 de voturi necesare pentru plasarea ei pe agenda parlamentară și din cauza asta nu a procedat mai departe.
Li Yinhe (李銀河), un sexolog și profesor binecunoscut în comunitatea gay din China, a încercat să legalizeze aceste casătorii de două ori, în fața Congresul Național al Poporului   o dată în 2000, altă dată în 2004. Ambele atentate nu au avut succes, și la ora actuală mulți homosexuali din China cred că nu este posibil ca asemenea de lege să fie aprobată în viitorul apropiat. 

## Taiwan
Articol principal: Uniuni civile în Taiwan